# Heraclia barnsi
Heraclia barnsi là một loài bướm đêm trong họ Noctuidae.